# セントクリストファー＝ネイビス＝アンギラ

自治政府の旗

知事の旗

セントクリストファー＝ネイビス＝アンギラ
Saint Christopher, Nevis and Anguilla  (英語)

国歌: God Save the Queen（英語）
女王陛下万歳（王室歌）

O Land of Beauty!
おお美しき地（セントクリストファー島、ネイビス島）
God Bless Anguilla（アンギラ島）
セントクリストファー＝ネイビス＝アンギラの位置

セントクリストファー＝ネイビス＝アンギラ（英語: Saint Christopher-Nevis-Anguilla）は西インド諸島・小アンティル諸島のリーワード諸島に存在したイギリスの自治領である。現在のセントクリストファー・ネイビスとイギリスの海外領土であるアンギラによって構成されていた。首都はセントクリストファー島のバセテール。

## 歴史
自治領設置前の1882年よりセントクリストファー島、ネイビス島、アンギラ島は一つとなる。1833年にイギリス領リーワード諸島に編入。1861年から3つの島々とイギリス領ヴァージン諸島は一つの植民地として1871年まで管理された。その後は1958年に成立した西インド連邦の構成体となる。
西インド連邦解体後、イギリスの植民地に戻った島々はまたある程度のグループに分かれ自治権が付与された。セントクリストファー島、ネイビス島、アンギラ島は別々のイギリスの植民地となる。商業と生産を担当していたセントクリストファー＝ネイビス＝アンギラの大臣ロバート・ブラットショーが西インド諸島同盟の会議に当選して、同盟の大蔵大臣になる。
1967年に自治領セントクリストファー＝ネイビス＝アンギラが成立し、首都はセントクリストファー島のバセテールに置かれた。しかし、5月30日にアンギラ島政府がこの自治領成立に不満を抱きアンギラ島にいる17人のセントクリストファー警察を島から放り出し、7月12日にアンギラ島が単独で独立を宣言を行うという事件が発生。1967年7月11日には独自の独立の賛否を問う住民投票を実施し、賛成派が圧勝した。
その後もセントクリストファー島中心の政治に不満を持ったアンギラ島は、1969年2月7日にアンギラ島政府がアンギラ共和国（Republic of Anguilla）の成立を宣言し自治領政府から事実上独立する事態となった。6月19日、自治領政府はイギリスに鎮圧を求め、イギリスが2隻の護衛艦を使いアンギラに軍を派兵。そしてアンギラ島はイギリスの植民地統治下に復帰した。
アンギラ島は1971年8月6日、島の管理をイギリスに返したアンギラ法がイギリス議会で可決したことを受け、1980年に正式に自治領から分離しイギリス直轄の海外領土へと戻った。残されたセントクリストファー島とネイビス島は1983年にイギリスから独立した。